# Kościół św. Floriana w Sulejowie
Kościół świętego Floriana – rzymskokatolicki kościół parafialny należący do dekanatu piotrkowskiego archidiecezji łódzkiej.
Jest to świątynia murowana z cegły, wybudowana w latach 1901–1903, w stylu neogotyckim. Zaprojektowana została przez Feliksa Nowickiego. W 1908 roku została konsekrowana przez biskupa Stanisława Zdzitowieckiego, ordynariusza kujawsko-kaliskiego. 
W kościele znajdują się ołtarz główny oraz ołtarz w prawej nawie bocznej wybudowane w stylu neogotyckim, dopasowane do stylu świątyni, ten sam styl reprezentują stalle i 2 duże konfesjonały, ołtarz w lewej nawie bocznej pochodzi z poprzedniej budowli i reprezentuje styl neoklasycystyczny. Ołtarz boczny z obrazem św. Floriana, reprezentuje styl późnobarokowy i powstał na początku XVIII wieku. Do wyposażenia świątyni należą również organy, 3 dzwony o napędzie elektromagnetycznym, stacje Drogi Krzyżowej, ławki dopasowane do wyposażenia świątyni i ambona reprezentująca styl neogotycki.